# Cratichneumon takomae
Cratichneumon takomae là một loài tò vò trong họ Ichneumonidae.